# Réel, symbolique et imaginaire

Légende : Triangle du coin supérieur gauche : L'imaginaire
- Φ : Le phallus imaginaire.
- S : Le sujet de l'inconscient.
- m : Moi. i
- Trapèze central : "Bande de réalité" - le réel.
- Triangle du coin inférieur droite : le symbolique.
- M : La mère symbolique. – a: L'autre imaginaire (objet a).
- I: Idéal du Moi. – a': Le Moi en contact avec l'autre
- P : La loi / le nom du père
- A : le Grand Autre

Réel, Symbolique et Imaginaire (RSI) sont les trois registres de l'expérience analytique distingués par Jacques Lacan et repris par les psychanalystes d'orientation lacanienne. Ces trois registres sont regroupés dans le schéma RSI proposé par Lacan, auquel il a consacré son séminaire 22, durant l'année 1974-1975, ainsi que par le nœud borroméen.

## Origine
Lacan mobilise ces catégories dès les années 1950. Il s'inspire alors d'une part de la réflexion et de l'œuvre de Georges Bataille, d'autre part des travaux de Ferdinand de Saussure et de Claude Lévi-Strauss, c'est-à-dire du structuralisme.
Lacan propose une métaphore.[citation nécessaire] Si nous prenons une table, la table imaginaire recoupe les fonctions de cet objet, on mange dessus, elle peut servir à poser un vase, elle marque le repas, etc. La table symbolique, c'est le mot table tel qu'il vient se lier dans le discours : à table !, faire table rase - le signifiant table peut aussi s'insérer dans d'autres expressions, comme table des matières. Enfin, le réel se constitue du reste, soit ce que l'on ne connaît pas.

## Symbolique
Le symbolique est du domaine des signifiants, c'est-à-dire des sons faisant sens, même si c'est un sens difficile, voire impossible à exprimer autrement. Les signifiants sont à différencier des mots : des syllabes ou des expressions toutes faites peuvent avoir valeur de signifiants.
Ferdinand de Saussure, dans son Cours général de linguistique (1912) présentait le signifiant comme une image acoustique, après lui, Jacques Lacan nous dit que le signifiant est ce qui s'entend. Il insiste donc sur le pendant de la phonétisation propre au signifiant. Néanmoins il s'écarte de la conception de Saussure, car il désapprouve le lien arbitraire entre signifiant et signifié, au contraire il soutient que le signifiant a des effets de signifié. Pour que ces deux dimensions soient liées, et que les signifiants puissent constituer une chaîne signifiante, la métaphore paternelle, chez un sujet, doit avoir opéré.

## Imaginaire
L'imaginaire est le domaine des images visuelles, auditives, sensorielles. Le moi, naissant au stade du miroir, est soutenu par l'imaginaire. 
L'imaginaire peut sembler être, dans l'ordre temporel, le premier domaine de perception du monde par l'individu. Mais le symbolique participe à la construction de l'imaginaire à travers la parole (de la mère, notamment) qui permet des nominations, donc des délimitations de formes liées au sensoriel. Ainsi, dans le stade du miroir, l'enfant reconnait son corps dans l'image parce que sa mère (en général) le lui dit et participe à son plaisir de cette découverte.
D'après le Dictionnaire de la psychanalyse de Roland Chemama et Bernard Vandermersch, la théorie lacanienne de l'imaginaire offre une résolution à la difficulté montrée par Freud d'un Moi qui est à la fois régulateur du principe de réalité et pourtant fonction de méconnaissance.

## Lien entre l'Imaginaire et le Symbolique
Si le lien entre l'Imaginaire et le Symbolique se construit dès la plus tendre enfance par la parole maternelle, il se stabilise après le stade du complexe d'Œdipe où le Phallus fige le lien entre signifiant (symbolique) et signifié (imaginaire) dans la parole du névrosé ; par contre le psychotique n'a pas un lien stabilisé.

## Réel
« On pourrait dire que le Réel, c’est ce qui est strictement impensable. Ça serait au moins un départ. Ça ferait un trou dans l’affaire, et ça nous permettrait d’interroger ce qu’il en est de ce dont — n’oubliez pas que je suis parti — à savoir de trois termes, en tant qu’ils véhiculent un sens. Le réel a un statut particulier, du fait que l'on ne l'atteint pas. Le réel est inaccessible. »
Selon Élisabeth Roudinesco et Michel Plon, c'est en empruntant à la fois au vocabulaire philosophique et au concept freudien de réalité psychique que Jacques Lacan introduit en 1953 le terme de « Réel » (employé comme substantif) dans sa conférence sur « Le Symbolique, l'Imaginaire et le Réel », pour désigner « une réalité phénoménale, immanente à la représentation et impossible à symboliser ». Pour Lacan, « le réel »  désigne la réalité propre à la psychose (délire, hallucination), dans la mesure où il est « composé des signifiants forclos (rejetés) du symbolique ».
D'après Pierre-Christophe Cathelineau, le réel se définit comme « ce que l'intervention du symbolique pour un sujet expulse de la réalité », il ne se définit que par rapport à l'imaginaire et au symbolique et s'oppose à la réalité mise en ordre par le symbolique (ce que la philosophie désigne comme représentation du monde extérieur). Le réel ne revient dans la réalité qu'à une place où le sujet n'en fait pas la rencontre (ou alors elle provoque une sortie de son état ordinaire). Également appelé « l'impossible », il ne peut-être complètement symbolisé par le langage ou l'écriture et est un « objet d'angoisse par excellence ».
Lacan insiste sur la structure que forme le réel avec l'imaginaire et le symbolique dans ses séminaires des années 1950, notamment Le moi dans la théorie de Freud et dans la technique de la psychanalyse. Il élabore une conception du réel notamment à partir de Freud lui-même, dans L'Interprétation des rêves et le rêve dit de l'injection à Irma.
Le réel n'est pas la réalité, qui est déjà pour nous une construction, complètement baignée et informée par le langage. Lacan écrit ailleurs que « le réel, c'est l'impossible », insistant sur le caractère informalisable du réel, sur son hétérogénéité, sur son caractère de déchet, de rebut : le sujet met dans le réel tout ce qu'il ne peut pas mettre ailleurs, tout ce qui n'entre pas dans le filet du langage et des représentations imaginaires, autrement dit tout ce qui ne fait pas sens (le sens étant constitué du nouage de l'Imaginaire et de Symbolique) : entre les nœuds du sens, le réel fait un trou, dans le tissu symbolique il se manifeste comme trou, comme manque, même si lui-même n'est pas trou, mais se manifeste au contraire comme consistance brute, comme plénitude d'un contenu.
Dans le séminaire 9 sur L'identification, Lacan parle du retournement et de l'inversion constitutifs du Réel, et évoque à ce sujet une formule de Kant : Ein leerer Gegenstand ohne Begriff (Un objet vide impossible à saisir par le concept).

#### Textes de référence
- Jacques Lacan, Séminaire XXII : R.S.I..  Ce séminaire n'est pas publié au Seuil à ce jour.
- Jacques Lacan, « D’une question préliminaire à tout traitement possible de la psychose » in: J. Lacan, Écrits, 1966, Le Seuil

#### Études
(Dans l'ordre alphabétique des noms d'auteurs)
- Dans : Roland Chemama (dir.) et Bernard Vandermersch (dir.), Dictionnaire de la psychanalyse, Paris, Larousse, 2009 (ISBN 9782035839428),
  - Pierre-Christophe Cathelineau, « réel », dans Dictionnaire de la psychanalyse, p. 490-493.
  - Jean-Paul Hiltenbrand, « symbolique », dans Roland Chemama (dir.), Dictionnaire de la psychanalyse, p. 278-282.
  - Edmonde Salducci, « imaginaire », dans Roland Chemama (dir.), Dictionnaire de la psychanalyse, p. 116-117.
- Jean-Paul Hiltenbrand, « Symbolique (le -) », dans Alain de Mijolla (dir.), Dictionnaire international de la psychanalyse, Paris, Hachette Littératures, 2005 (ISBN 201279145X), p. 1764-1765.
- Marie-Christine Laznik, « Imaginaire (l'-) », dans A. de Mijolla (dir.), Dictionnaire international de la psychanalyse, Paris, Hachette Littératures, 2005 (ISBN 201279145X), p. 832.
- Martine Lerude, « Réel (le -) », dans A. de Mijolla (dir.), Dictionnaire international de la psychanalyse, Paris, Hachette Littératures, 2005 (ISBN 201279145X), p. 1474-1476.
- Jean-Claude Milner, Les Noms indistincts, Le Seuil, collection « Connexions du Champ freudien », 1983.
- Gérard Pommier, Qu'est-ce que le «Réel» ?, Erès, 2004,  (ISBN 2-7492-0340-6)
- Elisabeth Roudinesco et Michel Plon, Dictionnaire de la psychanalyse, Paris, Fayard, coll. « La Pochothèque », 2011 (1re éd. 1997), 1789 p. (ISBN 978-2-253-08854-7), « Réel, Symbolique, Imaginaire », p. 1302-1305, 1534-1537, 723-725.